# Type 69/79

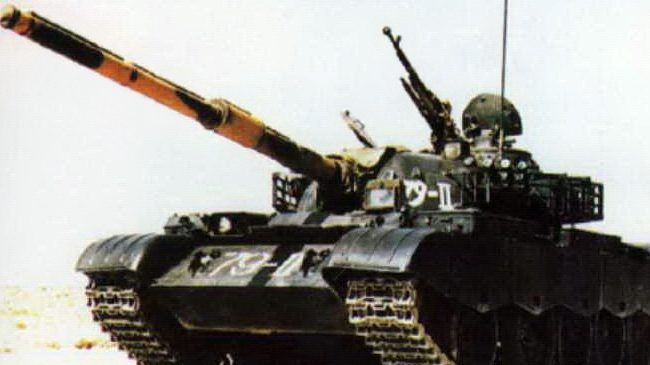
Um tanque Type 79-II chinês

O Type 69 (chinês: 69式, pinyin: Liùjiǔ shì) e o Type 79 (chinês: 79式, pinyin: Qījiǔ shì) são dois modelos de tanques de guerra desenvolvidos pela China. Ambos foram desenvolvidos baseados no blindado Type 59 (que por sua vez é baseado no desenho do tanque T-54A soviético).

## Utilizadores

### Operadores
- Paquistão: 400 Type 69-IIMP em serviço.[2]
- China: +200 (usado na reserva e treinamento)
- Bangladesh: 185 Type-69IIMA e 65 Type-69IIM.
- Irão: 200
- Myanmar: 260 (Type 59D e Type-69 II)
- Tailândia: 5
- Sri Lanka: 20
- Zimbabwe: 10
- Sudão: Construidos sob licença pelas empresas MIC e PRC, sendo 100 tanques Type-69 l, 100 tanques Type-79.

### Ex-usuários
- Iraque: Cerca de 2860 tanques Type 69-II em 1990 (todos destruídos ou descartados após 2003).